# Gaggio Montano
Gaggio Montano (Gâg’ in dialetto bolognese montano medio) è un comune italiano di 4 874 abitanti della città metropolitana di Bologna in Emilia-Romagna.
Il suo simbolo è il Faro, edificato sul Sasso di Rocca, monumento dedicato ai caduti delle due guerre mondiali. I suoi abitanti si chiamano "gaggesi".
Fa parte dell'Unione dell'Appennino Bolognese.

## Storia
Il popolamento di queste zone pare avere origine antica: fondi di capanne dell’età del Bronzo (1500-930 a.C.) furono ritrovati nel secolo scorso a Santa Maria Villiana e tombe di età villanoviana (930-525 a.C.) a 8 km a sud del capoluogo sulla sinistra del torrente Silla.
Il primo documento che parla di Gaggio è il diploma del re longobardo Astolfo del 753 con cui il sovrano donava al cognato Anselmo, abate di Nonantola, il "Gajum Reginae".
Nel Medioevo, il territorio di Gaggio, in quanto tra le zone strategiche per il commercio diviene pertanto teatro di contese tra il Comune di Bologna e i signori feudali della valle del Reno.
Nel Duecento viene eretta presso la rupe di Gaggio una rocca a scopo difensivo.
Nel Quattrocento, per via della fedeltà al Comune di Bologna, verrà più volte posta sotto assedio e subirà distruzioni.
Il paese di Gaggio appare intorno al 1580 nella Galleria delle carte geografiche dei palazzi Vaticani con il nome di "Gazzo".
Durante la Seconda guerra mondiale, il comune di Gaggio fu teatro di varie stragi compiute dalle truppe tedesche ai danni di formazioni partigiane e popolazione civile. In particolare, degli eccidi di Ronchidoso, Silla e Molinaccio, avvenuti nel settembre 1944.

## Monumenti e luoghi di interesse
- Chiesa dei Santi Michele Arcangelo e Nazario, costruita nel XIX secolo
- Il Faro dei caduti della montagna, edificato sul Sasso di Rocca nel 1952 su progetto dell'ingegnere Giuseppe Rinaldi, un monumento dedicato ai caduti delle due guerre mondiali. È l'unico faro in montagna in Italia[6].
- Rocca Pitigliana, antico borgo che costituisce frazione. In origine v'era un castello del quale restano solo alcune gallerie visibili che erano usate come accesso alla fortezza. Attualmente la chiesa col campanile svettano arroccati sullo sperone roccioso a cui si può accedere attraverso un passaggio scavato nelle pietra sul lato destro della costruzione.
- la casa-torre di Montefrasco, costruita tra il XV e il XVI secolo a Rocca Pitigliana, è stata recentemente restaurata.[7][8]
- il borgo di Affrico è opera dei maestri comacini, in particolare della famiglia Elmi[9]

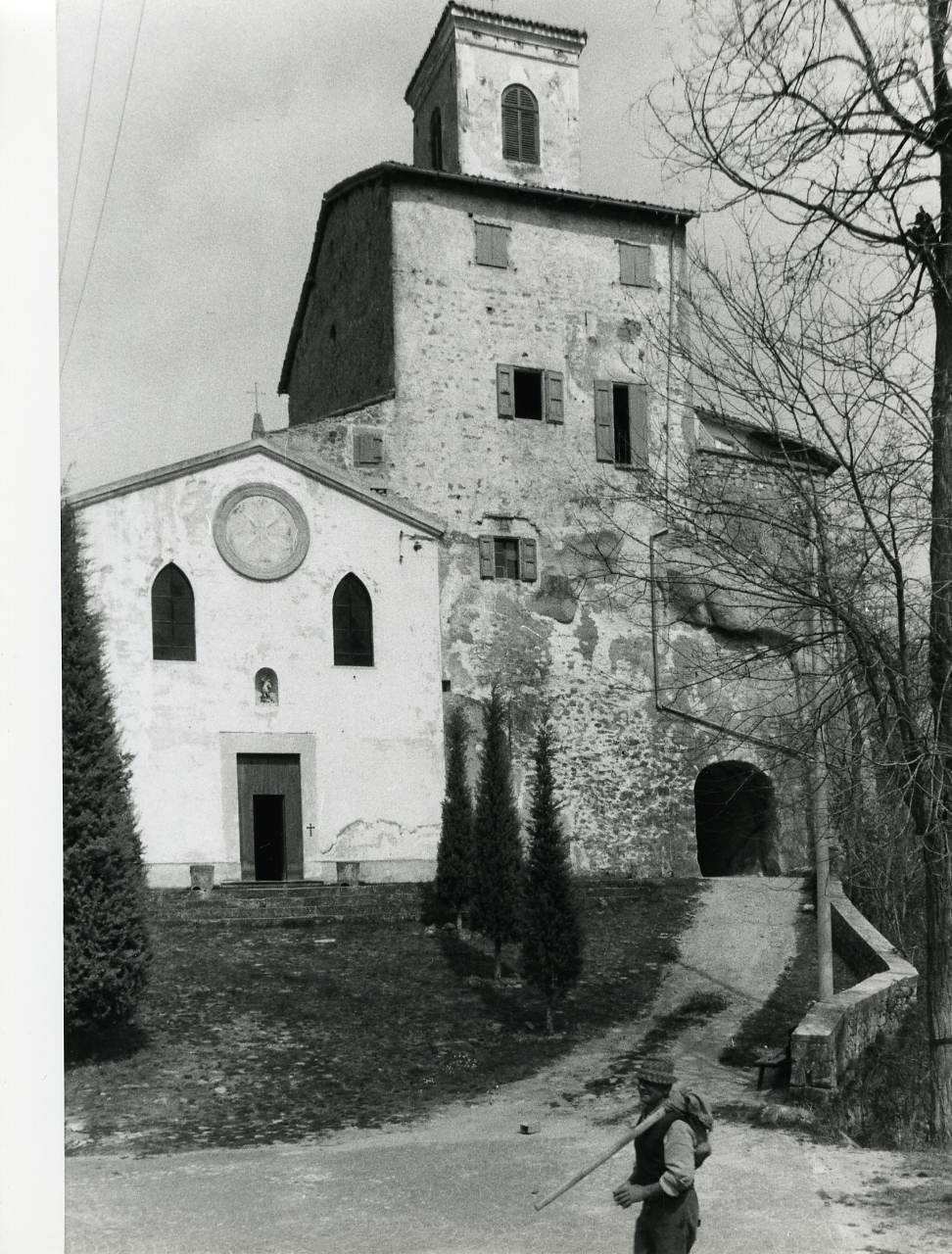
Foto della Rocca Pitigliana di Paolo Monti, 1970

## Società

### Evoluzione demografica
Abitanti censiti

### Etnie e minoranze straniere
Secondo i dati ISTAT al 31 dicembre 2018 la popolazione straniera residente era di 482 persone. Le nazionalità maggiormente rappresentate erano:
- Romania, 202
- Marocco, 110

## Cultura
La biblioteca e l'archivio storico hanno sede presso il municipio.
Come parte del Museo aperto della montagna bolognese, la Comunità Montana Alta e Media Valle del Reno ha in progetto di istituire un Museo dell'Emigrazione a Gaggio Montano.
L'oratorio di San Giovanni Evangelista, un edificio del XIV-XV secolo adibito in origine a ospitale per i pellegrini e gestito dalla Compagnia dei Confratelli del Santissimo, ospita un piccolo Museo parrocchiale intitolato a Carlo Emanuele Meotti.

### Eventi
Ogni anno a Gaggio Montano, durante il mese di agosto, si svolge una competizione, basata su una serie di prove diverse a ogni edizione, chiamata As giughen la videla (in italiano: "ci giochiamo la vitella"), tra i quattro quartieri in cui è diviso il paese: Masonte, Serra, Roncole e Fondo di Gaggio.

## Economia
Vanta la nascita e la crescita della Saeco, un'importante azienda produttrice di macchine per caffè e distributori automatici di bevande e snack a livello mondiale. Nella stessa zone è nata e si è sviluppata anche la Caffitaly azienda che produce macchine da caffè, capsule caffè ed access. All'interno del territorio del comune di Gaggio sono presenti anche molte industrie del settore metalmeccanico come: 3T, Palmieri Group, Comur. Inoltre, vi è stata stabilita nel 2006 la nuova sede dell'azienda Piquadro.

## Infrastrutture e trasporti
Il paese, che dista circa 60 Km del centro di Bologna, è attraversato dalla ex strada statale 623 del Passo Brasa, ora provinciale, che termina in località Crociale all'intersezione con la provinciale 324 del Passo delle Radici, anch'essa già statale.

## Amministrazione
Di seguito è presentata una tabella relativa alle amministrazioni che si sono succedute in questo comune.
| Primo cittadino         | Partito | Partito                                    | Mandato | Mandato       | Elezione      |
| Primo cittadino         | Partito | Partito                                    | Inizio  | Fine          | Elezione      |
| ----------------------- | ------- | ------------------------------------------ | ------- | ------------- | ------------- |
| Arnaldo Brasa           |         | Democrazia Cristiana                       | 1951    | 1956          | Elezioni 1951 |
| Arnaldo Brasa           | 1956    | Democrazia Cristiana                       | 1960    | Elezioni 1956 |               |
| Arnaldo Brasa           | 1960    | Democrazia Cristiana                       | 1965    | Elezioni 1960 |               |
| Arnaldo Brasa           | 1965    | Democrazia Cristiana                       | 1970    | Elezioni 1965 |               |
| Arnaldo Brasa           | 1970    | Democrazia Cristiana                       | 1975    | Elezioni 1970 |               |
| Arnaldo Brasa           | 1975    | Democrazia Cristiana                       | 1980    | Elezioni 1975 |               |
| Arnaldo Brasa           | 1980    | Democrazia Cristiana                       | 1985    | Elezioni 1980 |               |
| Arnaldo Brasa           | 1985    | Democrazia Cristiana                       | 1986    | Elezioni 1985 |               |
| Roberto Melosi          |         | Democrazia Cristiana                       | 1986    | Elezioni 1985 | 1990          |
| Roberto Melosi          | 1990    | Democrazia Cristiana                       | 1995    | Elezioni 1990 |               |
| Roberto Melosi          |         | Centro Cristiano Democratico               | 1995    | 1999          | Elezioni 1995 |
| Roberto Melosi          |         | Lista civica di Centro-destra              | 1999    | 2004          | Elezioni 1999 |
| Bruno Gualandi          |         | Lista civica di Centro "Sempre per Gaggio" | 2004    | 2009          | Elezioni 2004 |
| Bruno Gualandi          | 2009    | Lista civica di Centro "Sempre per Gaggio" | 2011    | Elezioni 2009 |               |
| Maria Elisabetta Tanari |         | Lista civica di Centro "Sempre per Gaggio" | 2011    | 2016          | Elezioni 2011 |
| Maria Elisabetta Tanari | 2016    | Lista civica di Centro "Sempre per Gaggio" | 2021    | Elezioni 2016 |               |
| Giuseppe Pucci          |         | Lista civica "Un impegno concreto"         | 2021    | in carica     | Elezioni 2021 |

### Gemellaggi
- Sauveterre (Gard)